# Gisela Arendt
Gisela Arendt (n. 5 noiembrie 1918, Berlin, Imperiul German – d. 18 februarie 1969, Bonn, Germania) a fost o înotătoare germană, medaliată olimpică. A participat la două ediții ale Jocurilor Olimpice (1936, 1952) în care a câștigat o medalie de argint și o medalie de bronz.